# Extended Play
Extended Play (meist als EP abgekürzt) ist ein Tonträger, der zwischen Single und Album (LP, Long-Play) einzuordnen ist. Meist sind es Schallplatten oder CDs, die zu viele Stücke enthalten, um als Single zu gelten, aber auch kein vollständiges Album bilden. Deshalb werden sie auch oft als Mini-Album bezeichnet.
Eine EP ist in der Regel weniger zusammenhängend als ein Album und eher „unverbindlich“.
Bei der Abgrenzung zu Single, Album und insbesondere Maxi-Single hat die technische Laufzeit einer EP keine allgemeingültige definitive Bedeutung. In Abgrenzung zur EP enthält eine Maxi-Single weniger unterschiedliche Stücke (Lieder). Trotzdem kann die Laufzeit einer Maxi mit verschiedenen Remixen eines oder mehrerer Stücke im Bereich typischer Alben-Laufzeiten liegen. Eine EP enthält in der Regel zwischen 4 und 6 (maximal 8–9) unterschiedliche Stücke und hat eine Spieldauer von 15 bis 22 (maximal 30) Minuten. Es gibt jedoch keine strenge Definition des Begriffs „EP“. Letztendlich ist eine Veröffentlichung eine EP, sofern der Interpret sie als EP bezeichnet.
Besonders im Bereich der Independent-Labels finden EPs eine große Verbreitung. Oft stellen sie auch eine Art Bindeglied zwischen zwei Alben eines Interpreten dar.

## Vinyl-Schallplatten

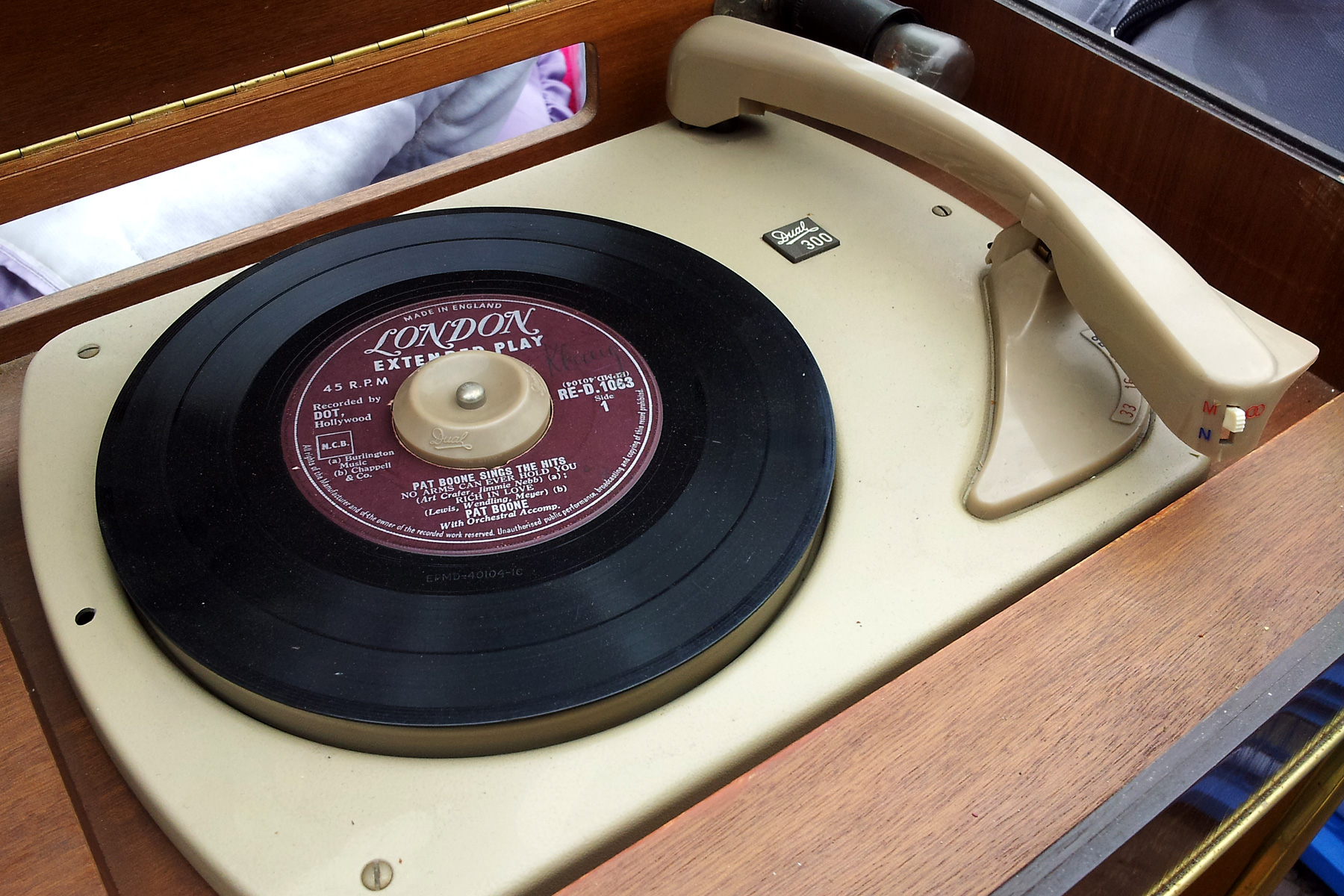
Extended-Play-Schallplatte mit 45 U/min und 7″ Durchmesser
(Pat Boone Sings the Hits mit 4 Liedern, 2 auf jeder Seite)

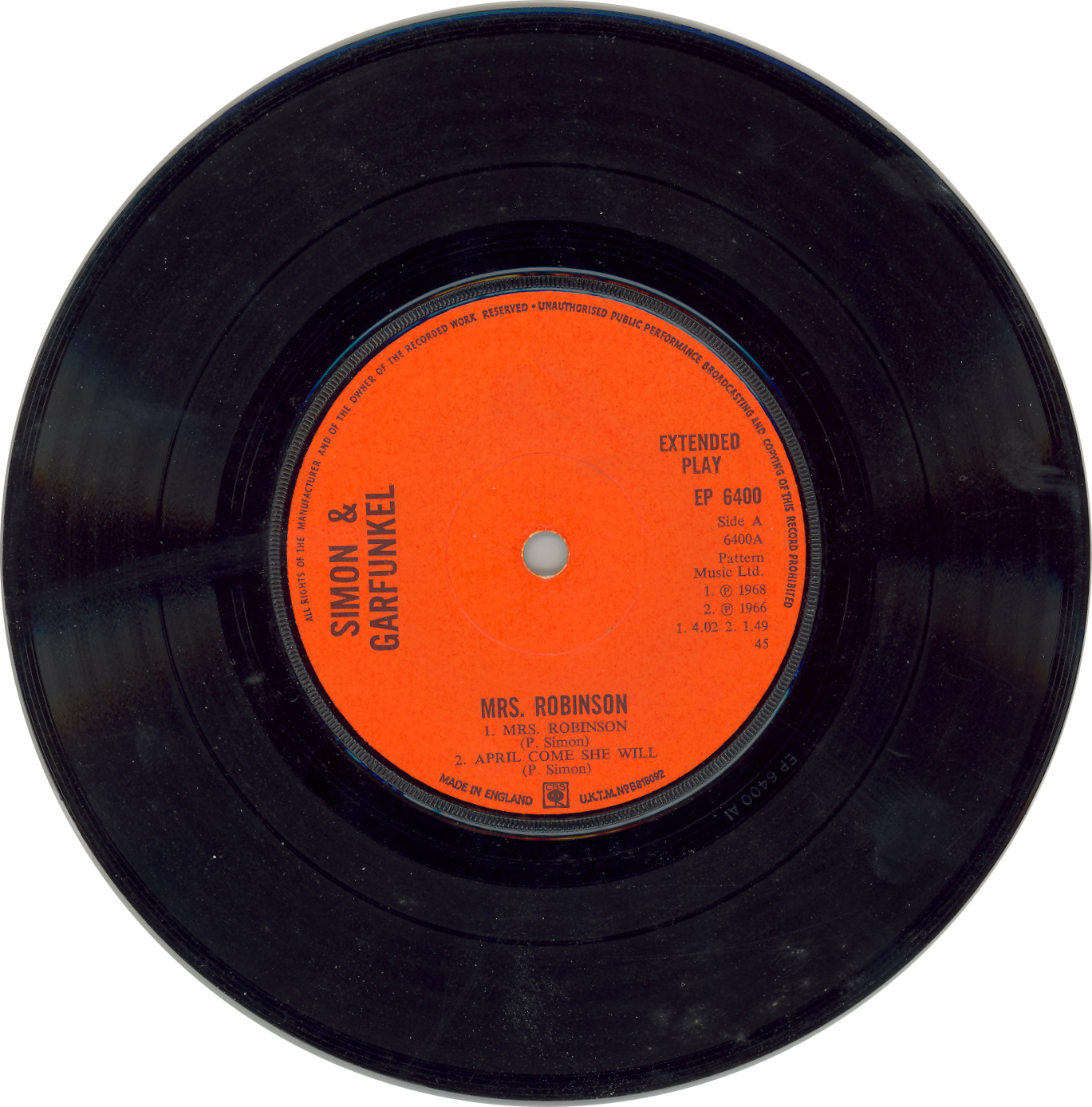
7″-EP mit 4 Simon & Garfunkel-Liedern aus dem Soundtrack von Die Reifeprüfung.

Eine EP ist eine Schallplatte mit mehreren Liedern auf einer Seite – mehr als eine Single mit seinem einen Lied auf einer Seite und deutlich weniger als ein Album.
Während der großen Zeit der Vinylschallplatten von den 1950er bis 1970er Jahre handelte es sich bei EPs um Schallplatten im Singleformat (7″ bzw. 17 cm Durchmesser, 45 Umdrehungen pro Minute) auf der vier – statt der bei Singles üblichen zwei – Musikstücke zu hören waren. Es bot Platz für bis zu 7,5 Minuten Musik auf jeder Seite. LPs waren in den 1950er und 1960er Jahren teuer, daher waren EPs für Jugendliche der bessere Kauf. Ende der 1960er, Anfang der 1970er Jahre nahm die Popularität von EPs ab.
Später gab es weniger Standardisierung. In dieser Zeit wurden manchmal auch EPs mit 33 1⁄3 Umdrehungen pro Minute veröffentlicht. Daneben gab es EPs mit dem Durchmesser 10″ (25 cm, sogenannte Mini-LPs) oder 12" (30 cm, LP-Größe).

## Sonderformen
Als Split-EP werden EPs bezeichnet, auf der mindestens zwei unterschiedliche Interpreten Titel veröffentlichen.